# داني ميلز (لاعب كرة قدم بريطاني)
داني ميلز (بالإنجليزية: Danny Mills)‏ (2 يونيو 1991 في المملكة المتحدة - ) هو لاعب كرة قدم بريطاني في مركز الهجوم. لعب مع روشدين ودايموندز ونادي بيتربورو يونايتد ونادي توركي يونايتد ونادي كرولي تاون وHiston F.C. ‏ ونادي كيترينغ تاون ونادي تاموورث وكارشالتون أثلتيك ونادي وايتهوك.

## وصلات خارجية
- داني ميلز على موقع قاعدة بيانات كرة القدم.إي يو (الإنجليزية)
- داني ميلز على موقع Soccerbase.com (لاعب) (الإنجليزية)
- داني ميلز على موقع Soccerway.com (الإنجليزية)